# چونگکینگ
چونگکینگ (انگلیسی: Chongqing) شرکت دولتی فولاد چینی است، که در سال ۱۸۹۰ تأسیس شد.